# Liste de meubles et objets d'art
Pour des articles plus généraux, voir Meuble et Objet d'art.
- Haut – A
- B
- C
- D
- E
- F
- G
- H
- I
- J
- K
- L
- M
- N
- O
- P
- Q
- R
- S
- T
- U
- V
- W
- X
- Y
- Z

## A
- Abat-jour
- Aiguière
- Arbre à chat
- Argenterie
- Argentier : voir aussi homonymes Argentier
- Arme de collection
- Armoire
  - Armoire à glace
- Armoirette
- Automate d'art

## B
- Bague
- Bahut : au Moyen Âge, coffre de voyage et aussi un buffet rustique assez bas.
  - Bahut oriental
- Bain de soleil
- Banc (siège) voir aussi Banc : un siège long
- Banque de commerçant
- Banquette
- Baromètre
- Bracelet
- Berceau
- Bergère : un fauteuil assez large qui comporte un dossier rembourré et tapissé à joues et un coussin.
- Bibliothèque : voir aussi Bibliothèque
- Bibus
- Bijou
- Billard
- Boiserie d'escalier
- Boîte
  - Boîte à thé
  - Boîte d'herboriste
- Bonheur-du-jour :
- Bonnetière :
- Borne : siège à plusieurs places dont l'assise tourne autour d'un axe central.
- Boucle d'oreille
- Boudeuse
- Bougeoir
- Bri
- Broche
- Buffet
  - Buffet de chasse
- Bureau (meuble) : voir aussi Bureau 
  - Bureau debout
  - Bureau cylindre
  - Bureau cylindrique
  - Bureau chameau
  - Bureau Mazarin
  - Bureau mécanique

## C
- Cabinet de travail
- Cabriolet : siège à dossier légèrement concave, très courant au XVIIIe siècle
- Cadre de tableau
- Cadre en loupe
- Cafetière
- Canapé : est un siège
  - Canapé indiscret
  - Canapé-lit
  - Canapé salon
- Candélabre
- Canne
  - Canne de défense
- Cartonnier
- Carillon
- Causeuse
- Casier à musique
- Cassone italien (coffre de mariage décoré florentin)
- Cave à liqueurs
- Céladon
- Centre de table
- Céramique (objet d'art) : voir aussi Céramique
- Chaise : est un siège
  - Chaise à dossier ajouré
  - Chaise à dossier capitonné
  - Chaise longue
  - Chaise médaillon
  - Chaise percée
  - Chaise volante
  - Chaise à sel
- Cheminée
- Chenet
- Chevet
- Chiffonnier
- Chope
- Classeur de rangement
- Coffre
- Coffre à jouets
- Coffret
- Coiffeuse
- Collier
- Colonne (meuble) : voir aussi colonne
- Commode
- Comptoir
- Confident : canapé à deux places en vis-à-vis
- Confiturier
- Console
- Coupe
- Coupole en verre
- Crapaud : fauteuil entièrement rembourré à dossier gondole XIXe siècle
- Crédence

## D
- Desco da parto florentin
- Desserte (meuble)
- Drageoir : boîte à dragées d'orfèvrerie
- Dressoir (meuble)

## E
- étiqueste

- Éléphant

- élastique

- Écran de cheminée
- Écritoire
- Élément d'architecture ou de décoration
- Encrier
- Enfilade (meuble) : voir aussi homonymes Enfilade
- Étagère
- Éventail

## F
- Faïence
- Fauteuil : est un siège
  - Fauteuil à bascule
  - Fauteuil cabriolet
  - Fauteuil crapaud
  - Fauteuil de bureau
  - Fauteuil inclinable
  - Fauteuil médaillon
  - Fauteuil club
  - Fauteuil voltaire
- Faux-palier
- Flacon
- Fumeuse
- Fauteuil à la Reine
- Four
- Fil
- Freins
- Flèche

## G
- Gaine
- Glace
- Globe de mariage
- Gobelet
- Gourde
- Grainetier
- Guéridon
- Glaçon
- garde

## H
- Hanap
- Homme-debout
- Horloge
- Huche
- Hache

## I
- Indiscret : canapé du type confident, mais à trois ou quatre places.

## J
- Jardinière
- Jouet de collection
- Jupe

## K
- Kliné
- Kaki
- Kimono

## L
- Lambris de revêtement
- Lampe : voir aussi Lampe
  - Lampe Berger : objet qui en brûlant des essences odorantes permet de diffuser un parfum d'ambiance (cette lampe ne produit pas de lumière).
  - Lampe à huile
  - Lampe à pétrole
  - Lampe à essence
  - Lampe à acétylène
  - Lampe Tiffany : lampe dont l'abat-jour est en vitrail à joints de plomb très en vogue[évasif] dans le style art déco et moderne.
  - Lampe de chevet
  - Lampion
  - Lanterne
- Lingère : voir Armoire
- Lit
  - Lit à baldaquin
  - Lit à colonnes
  - Lit à quenouilles
  - Lit à la turque
  - Lit-bateau
  - Lit-clos
  - Lit-coffre
- Livre : voir aussi homonymes Livre
- Luminaire : voir aussi Applique murale, Lustre, Coupole en verre, Mandarine[Quoi ?]
- Lustre

## M
- Maie
- Majolique
- Malle : voir aussi homonymes Malle 
  - Malle en camphrier
- Mallette à bijou
- Mandarine
- Marquise : un fauteuil large
- Méridienne (meuble)
- Meuble
  - Meuble à cartes
  - Meuble bar
  - Meuble d'appui
  - Meuble de port
  - Meuble de marine
  - Meuble de métier

## N
- Nappe de table

## O
- Œuf de Fabergé
- Œuf miniature
- Orfèvrerie
- Orgue à parfums
- Ottomane
- outil

## P
- Panetière
- Paravent
- Pare-étincelles ou pare-feu
- Perle d'art
- Pétrin
- Piano
- Pichet
- Pièce de monnaie
- Placard (meuble)
- Plat de venaison
- Pochon
- Pomander (bijou)
- Chaise ponteuse ou chaise voyeuse
- Portant
- Porte-assiettes
- Porte-bouquet
- Porte-manteau
- Porte-parapluie
- Poterie
- Poudreuse : meuble de toilette apparenté à la coiffeuse
- Pouf
  - Pouf confident
  - Pouf bornes
- Presse à lin
- Prie-Dieu : siège de prière souvent muni d'un accoudoir.
- Psyché : un grand miroir mobile.

## R
- Régulateur de parquet
- Recamière ou récamier : variante de chaise longue, appelée ainsi en hommage à Madame Juliette Récamier.
- Réfrigérateur
- Rideau

## S
- Salon de jardin
- Secrétaire
  - Secrétaire à abattant
  - Secrétaire à cylindre
  - Secrétaire à pente
- Sellette : type de guéridon de 120 à 150 cm de hauteur, petit siège de bois destiné à l'accusé au tribunal.
- Semainier : Bijouterie : bracelet à sept anneaux || Ébénisterie : Chiffonnier à sept tiroirs.
- Serre-papier
- Service à crème
- Service à liqueur
- serviette
- Siège: un type de meuble permettant de s'asseoir (chaise, fauteuil, banc, tabouret...).
- Sofa
- Scriban
- Statue

## T
- Tabatière
- Table
  - Table à écrire
  - Table à jeu
  - Table basse
  - Table bureau
  - Table de milieu
  - Table de nuit
  - Table de salle à manger
  - Table demi-lune
  - Table en guéridon
  - Table gigogne
  - Table servante
  - Table violon
- Tableau
  - Tableau ancien
  - Tableau contemporain : voir aussi Liste d'artistes en art contemporain
- Tabouret
  - Tabouret de pied
- Tapis, Tapis d'Iran
- Terre cuite
- Théière
- Tiare
- Timbre
- Toilette (meuble) : voir aussi Toilette
- Tour de cou
- Travailleuse
- Trône : siège sur lequel les rois ou les seigneurs s'asseyaient lors des cérémonies.
- Tickets

## U
- Urne
- Urinoir

## V
- Vaisselier
- Vase
- Épouvantail
  - Vase en porcelaine
- Verre de Venise
- Verre églomisé
- Vitrine
- Voltaire : un fauteuil haut, en bois, dont le dossier, l'assise et les accoudoirs sont garnis et rembourrés.
- Chaise voyeuse

## W
Wc

## X
xylophone 

## Autres
- Artisanat (artisan)
- Arts décoratifs
- Histoire du mobilier français (french furniture), liste de créateurs de meubles